# 伊達村福
伊達 村福（だて むらやす）は、江戸時代中期から後期にかけての武士。陸奥国仙台藩一門第三席・水沢伊達家10代（留守氏27代）当主。

## 生涯
安永4年（1775年）2月22日、水沢伊達家8代当主・伊達村儀の次男として水沢にて誕生。幼名は小源吾。
天明7年（1787年）11月、兄・村善の死去により13歳で家督相続する。村善の当主時と同じく、小源吾に代わり、母方の叔父で涌谷伊達家9代当主・伊達村常が家政を後見した。
天明8年（1788年）8月1日、仙台藩7代藩主・伊達重村に初めて拝謁し、その一文字を拝領して初名の景福（かげやす）から村福に改名する。寛政8年（1796年）、8代藩主・斉村（重村次男）が急死し、その長男である周宗が1歳で9代藩主となる。文化元年（1804年）、一門として幼い周宗に代わり仙台で藩政を代行することとなる。
文化9年（1812年）2月、家督相続して新藩主となった周宗の弟・斉宗と共に江戸城に登城し、11代将軍・徳川家斉に拝謁する。
文政3年（1820年）5月、隠居して家督を嫡男・宗衡に譲る。天保元年（1830年）9月18日死去。享年56。

## 系譜
- 父：伊達村儀（1754-1778）
- 母：石川村俊の娘
- 正室：良（1783-?） - 伊達村常の娘
- 継室：片倉村典の娘
  - 長男：伊達宗衡（1799-1866）